# Alzacuello

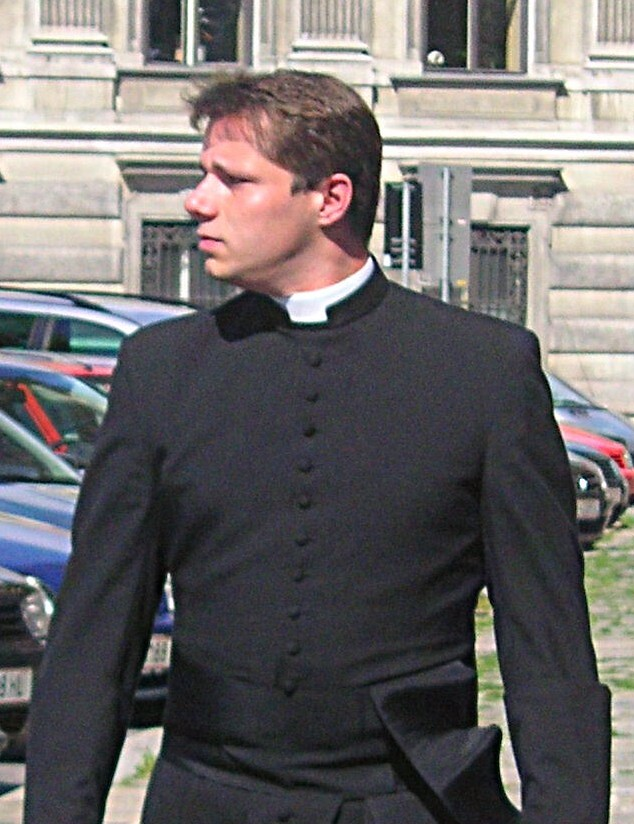
Un ejemplo de alzacuello.

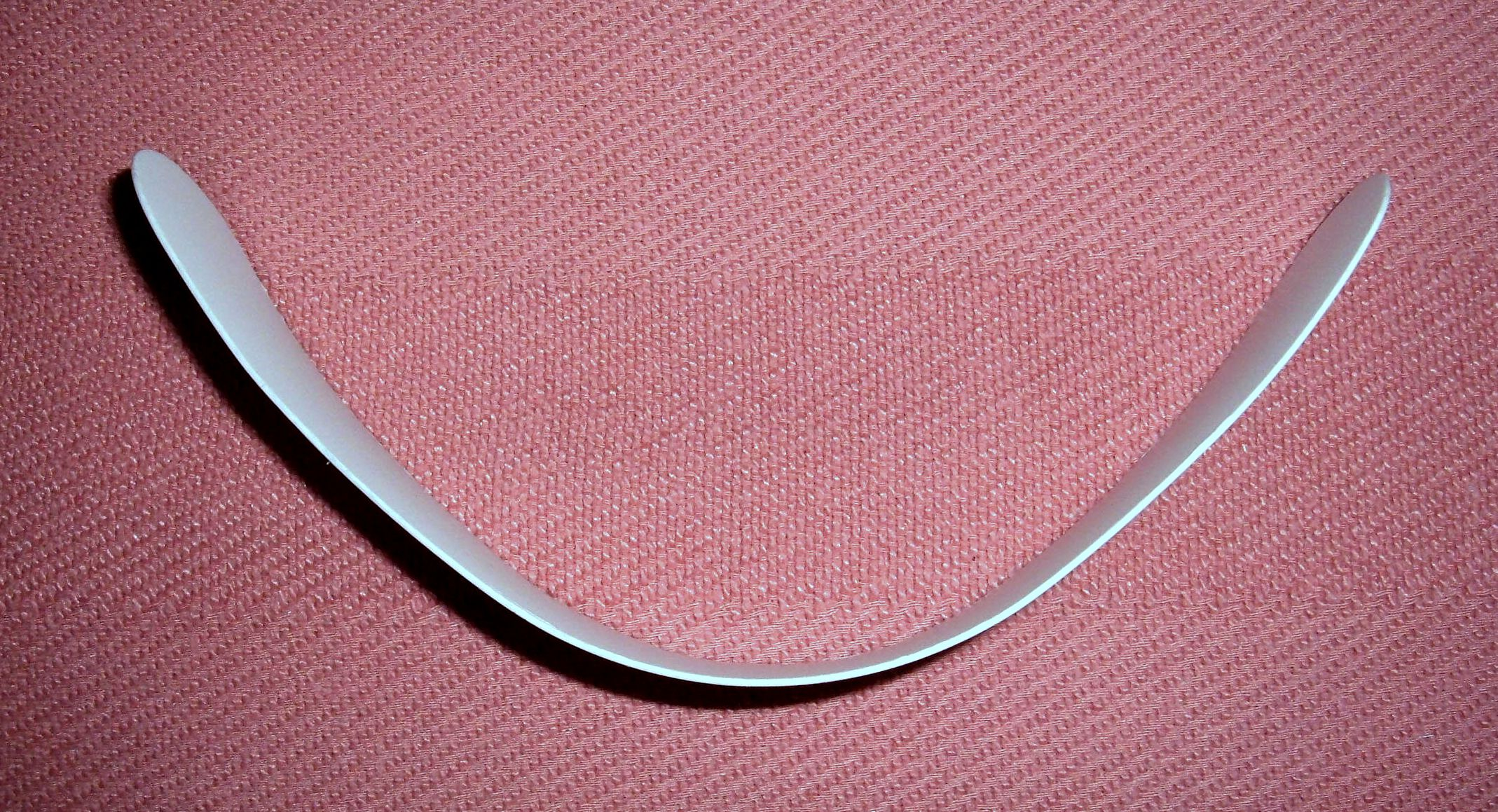
Un alzacuello de plástico.

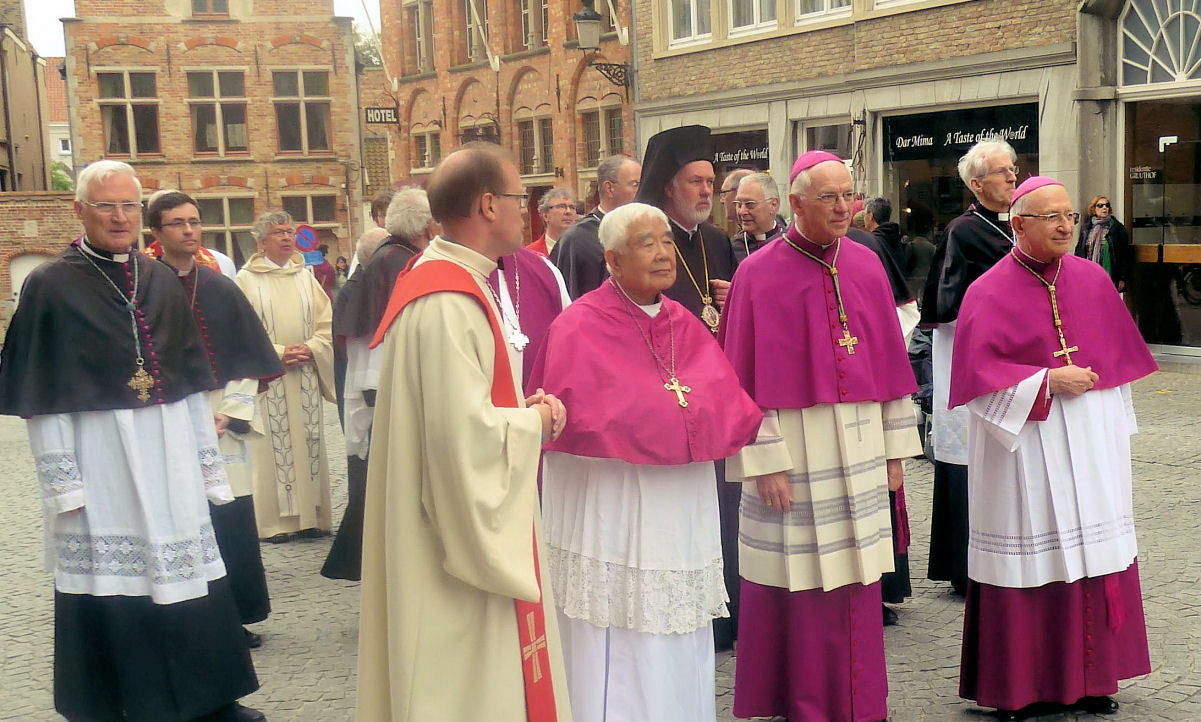
Canónigos con alzacuellos negros.

El alzacuello es una prenda blanca ceñida al cuello que se encuentra en la vestimenta típica de un sacerdote, presbítero o diácono. Se usa para mantener en su lugar el cuello romano (cuando no usan sotana), una tira blanca, usualmente de plástico, que es el distintivo de su condición sacerdotal y que se le suele asociar con el anillo que llevan los esposos una vez casados.[cita requerida]

## Origen del cuello romano
Antes del siglo XVIII era una prenda ligada a lo secular. Pero a finales del siglo XVII se convirtió en algo exclusivo de la Iglesia, aunque al principio era una amplia tira doblada que se fue reduciendo.[cita requerida]
Ya en 1623, una Pragmática promulgada por Felipe IV de España, pretendiendo moderar las dotes de matrimonio, delimitar el uso de los distintos tejidos y vedar ciertos trajes, prohibía el uso de cuellos ostentosos como la «lechuguilla» (cuellos de tela plisada que adquirieron un gran tamaño en época de Felipe III), imponiendo el uso de la «golilla» (lienzo blanco sostenido por un cartón que lo mantenía rígido alrededor del cuello) y el alzacuellos.
En la Disciplina eclesiástica general del Oriente y Occidente, particular de España y última del Santo Concilio de Trento (1807), compuesta por Juan Julián Caparrós, se dice: «Los alzacuellos que hoy se acostumbran, parece que se acostumbraron primeramente en el citado siglo XVI, los cuales en un principio fueron de lana con prohibicion de que estuviesen bordados.»